# Безпечний Іван Прокопович
Безпечний Іван Прокопович (нар. 11 листопада 1909, Піщаний Брід, Україна — 18 червня 1994, Ніагара-он-да-Лейк
, Канада) — літературознавець, критик, публіцист.

## Життєпис
Закінчив Кременчуцький педагогічний технікум 1929 року, протягом 1935—1937 років навчався у Кам'янець-подільському педагогічному інституті. Працював учителем, викладачем, завідувачем навчальної частини фабрично-заводських технічних курсів, директором навчально-курсового комбінату, а з 1940 року — старшим викладачем української мови та вченим секретарем Львівського інституту рад.[якої?] торгівлі. Під час Другої світової війни — літературним редактором у львівському Українському видавництві, де друкувалися часописи «Вечірня година», «Наші дні», «Дорога» та «Малі друзі». Працював на аеродромі Зайрінґ (нім. Seyring, поблизу Відня), викладачем української мови та літератури в одній з українських гімназій у Західній НІмеччині, референтом з питань культури в Регенсбурзькому таборі для переміщених осіб. Починаючи з 1950 року мешкає з родиною в місті Ніагара-он-да-Лейк у Канаді. У 1950—1976 роках працював в автомобільній компанії «General Motors» у місті Сент-Кетерінс. Читав лекції на різних курсах, клубах і зібраннях. Співпрацював із часописами «Вільне слово», «Український голос», «Канадійський Фармер», «Нові дні» та «Молода Україна». У своїх працях викривав комуністичну колонізаційну політику в Україні, тотальне зросійщення освіти, культури, побуту, дбав про підтримку громадами діаспори руху опору в Україні. У статтях, нарисах, рецензіях і нотатках писав про культурне життя українців Канади, США, колонізаторську руїну в Україні. З активізацією руху опору в 1960-х роках в Україні у статтях Безпечного посилюється аналіз складових національного геноциду та способів протистояння йому. Викриваючи таємну політику більшовиків в Україні, Безпечний як очевидець і аналітик стверджує, що процес «українізації» у 1920-х роках було спрямовано на утвердження їхньої ідеології. Автор передмов до збірок, рецензій на праці та твори П. Одарченка, Я. Славутича, О. Гай-Головка, Д. Козія та інших. Видав підручник «Теорія літератури» (Торонто, 1984).